# Hitomi Kaijamaová
Hitomi Kaijamaová (* 27. října 1977 Prefektura Iwate) je bývalá japonská zápasnice – judistka.

## Sportovní kariéra
S judem začínala na základní škole v kroužku. Po skončení střední školy Minami v Morioka se od roku 1996 připravovala v profesionálním judistickém týmu pojišťovny Mitsui Sumitomo Insurance (MSI) pod vedením Hisaši Janagisawy a jeho asistentů. V japonské ženské reprezentaci se pohybovala od roku 1999 ve střední váze do 70 kg jako sparingpartnerka své týmové kolegyně Masae Uenové. Sportovní kariéru ukončila v roce 2006. Věnuje se trenérské práci.

### Vítězství
- 2002 – 1x světový pohár (Leonding)
- 2003 – 1x světový pohár (Praha)

## Výsledky
| Turnaj            | 2001         | 2002         | 2003         | 2004         | 2005 |
| Turnaj            | 24           | 25           | 26           | 27           | 28   |
| Turnaj            | střední váha | střední váha | střední váha | střední váha |      |
| ----------------- | ------------ | ------------ | ------------ | ------------ | ---- |
| Olympijské hry    |              |              |              | —            |      |
| Mistrovství světa | —            |              | —            |              | —    |
| Asijské hry       |              | —            |              |              |      |
| Mistrovství Asie  | —            |              | 1.           | —            | —    |